# (14870) 1990 SM14
(14870) 1990 SM14 là một tiểu hành tinh vành đai chính. Nó được phát hiện bởi Henri Debehogne ở Đài thiên văn La Silla ở Chile ngày 24 tháng 9 năm 1990.